# Adam Andersson
Carl Adam Andersson (ur. 11 listopada 1996 w Göteborgu) – szwedzki piłkarz grający na pozycji obrońcy w Lyngby BK.

## Kariera klubowa
Andersson karierę piłkarską rozpoczynał w Västra Frölunda IF. W 2012 rozegrał 9 spotkań w pierwszym zespole klubu w 2. division. W 2013 został zawodnikiem młodzieżowej drużyny BK Häcken. Dwa lata później został przesunięty do pierwszego zespołu tego klubu. W Allsvenskan zadebiutował 5 lipca 2015 w wygranym 3:2 meczu z Helsingborgs IF. Pierwszą bramkę w tych rozgrywkach zdobył 9 kwietnia 2016 w przegranym 1:2 spotkaniu z IFK Norrköping. W 2016 zdobył z klubem Puchar Szwecji. Łącznie w barwach BK Häcken rozegrał 106 ligowych spotkań, w których strzelił 5 goli.
W styczniu 2021 podpisał kontrakt z Rosenborg BK. W Eliteserien po raz pierwszy wystąpił 9 maja 2021 w zremisowanym 1:1 spotkaniu z Vålerenga Fotball. Latem 2022 został wypożyczony na jeden rok z opcją wykupu do Randers FC. W barwach tego zespołu rozegrał 26 spotkań w Superligaen, w których zdobył jedną bramkę. Po sezonie 2022/2023 Randers nie zdecydowało się na wykup Anderssona, przez co powrócił on do Rosenborga. W norweskim klubie występował do 2024 – w tym roku zerwał z nim kontrakt. 3 lutego 2025 został piłkarzem Lyngby BK.

## Kariera reprezentacyjna
W 2015 Andersson rozegrał jedno spotkanie w reprezentacji Szwecji do lat 19. W pierwszej reprezentacji zadebiutował 8 stycznia 2019 w przegranym 0:1 spotkaniu z Finlandią.

## Statystyki

### Klubowe
Stan na 22 marca 2025
| Sezon   | Klub               | Kraj     | Rozgrywki   | Mecze | Bramki | Rozgrywki Europy             | Mecze | Bramki |
| ------- | ------------------ | -------- | ----------- | ----- | ------ | ---------------------------- | ----- | ------ |
| 2012    | Västra Frölunda IF | Szwecja  | 2. division | 9     | 0      | –                            | –     | –      |
| 2015    | BK Häcken          | Szwecja  | Allsvenskan | 7     | 0      | –                            | –     | –      |
| 2016    | BK Häcken          | Szwecja  | Allsvenskan | 16    | 1      | –                            | –     | –      |
| 2017    | BK Häcken          | Szwecja  | Allsvenskan | 8     | 1      | –                            | –     | –      |
| 2018    | BK Häcken          | Szwecja  | Allsvenskan | 23    | 0      | Liga Europy UEFA             | 4     | 0      |
| 2019    | BK Häcken          | Szwecja  | Allsvenskan | 28    | 2      | Liga Europy UEFA             | 2     | 0      |
| 2020    | BK Häcken          | Szwecja  | Allsvenskan | 24    | 1      | –                            | –     | –      |
| 2021    | Rosenborg BK       | Norwegia | Eliteserien | 28    | 0      | Liga Konferencji Europy UEFA | 6     | 1      |
| 2022    | Rosenborg BK       | Norwegia | Eliteserien | 5     | 0      | –                            | –     | –      |
| 2022/23 | Randers FC (wyp.)  | Dania    | Superligaen | 26    | 1      | –                            | –     | –      |
| 2023    | Rosenborg BK       | Norwegia | Eliteserien | 11    | 0      | Liga Konferencji Europy UEFA | 2     | 0      |
| 2024    | Rosenborg BK       | Norwegia | Eliteserien | 7     | 0      | –                            | –     | –      |
| 2024/25 | Lyngby BK          | Dania    | Superligaen | 3     | 0      | –                            | –     | –      |

### Reprezentacyjne
Stan na 22 marca 2025
| Reprezentacja | Rok     | Mecze | Bramki |
| ------------- | ------- | ----- | ------ |
| Szwecja       | 2019    | 2     | 0      |
| Szwecja       | 2020    | 2     | 0      |
| Ogólnie       | Ogólnie | 4     | 0      |

## Życie prywatne
Brat bliźniak Joela, również piłkarza, wychowanka Västra Frölunda IF oraz reprezentanta Szwecji.